# Cijepljenje
Cijepljenje je jedna od najučinkovitijih preventivnih mjera zaštite pojedinca i cijele populacije protiv raznih zaraznih bolesti. Učinkovito je i u suzbijanju bolesti kao što su bjesnoća, difterija, tetanus, žuta groznica, poliomijelitis, ospice, mumps, rubeola i hepatitis B. Cijepljenjem su iskorijenjene brojne opasne zarazne bolesti.
Postoje dva načina cijepljenja: aktivna i pasivna imunizacija. 
Kod aktivne imunizacije cjepivo se uvodi u obliku oslabljenih, fragmentiranih ili ubijenih uzročnika ili njihovih toksina u tijelo. Cilj ovog načina cijepljenja je stimulacija imunološkog sustava za stvaranje specifičnih protutijela, čime se stvara imunitet protiv određene zarazne bolesti.
Kod pasivne imunizacije cjepivo sadrži specifična protutijela (imunoglobulini) protiv uzročnika. Postoje cjepiva protiv različitih virusnih i bakterijskih zaraznih bolesti.

## Vanjske poveznice
|  | Molimo pročitajte upozorenje o korištenju medicinskih informacija. Ne provodite liječenje bez savjetovanja s liječnikom! |